# Affaire Yuriy
L'affaire Yuriy, du nom de la victime, est une affaire criminelle française dans laquelle un adolescent de quatorze ans a été lynché et gravement blessé par une dizaine de personnes, dans le quartier de Beaugrenelle à Paris, le 15 janvier 2021. S'inscrivant dans un contexte de conflits entre bandes rivales, l'agression provoque un important retentissement médiatique et une attention particulière portée à cette forme de délinquance. La vidéo du lynchage a suscité une forte émotion et la réaction de nombreuses personnalités publiques.
Treize personnes, dont onze mineurs, sont renvoyées pour un procès criminel. À la suite de deux procès en mars et décembre 2023, huit d'entre eux sont reconnus coupables de tentative de meurtre et condamnés à des peines allant jusqu'à huit ans de prison ferme. Fait rare dans ce type d'affaire, l'ensemble des accusés ont reconnu leur participation et les coups portés à la victime.

## Faits
Les faits se déroulent dans un contexte de montée des tensions entre différentes bandes rivales d'adolescents et jeunes adultes, résidents du 15e arrondissement de Paris et de Vanves. Le groupe lié au plateau de Vanves se fait ainsi appeler « Bambes » ou « 2BS », dont le groupe Snapchat compte une vingtaine de membres. Le groupe parisien s'est baptisé « RD4 » ou « 4FP », en référence à la rue des Quatre-Frères-Peignot du quartier de Beaugrenelle. Malgré des mois d'enquête, l'origine de cette rivalité n'est pas clairement identifiée. Selon Le Monde, elle pourrait être très récente, datant de provocations sur internet au tout début de l'année 2021. 

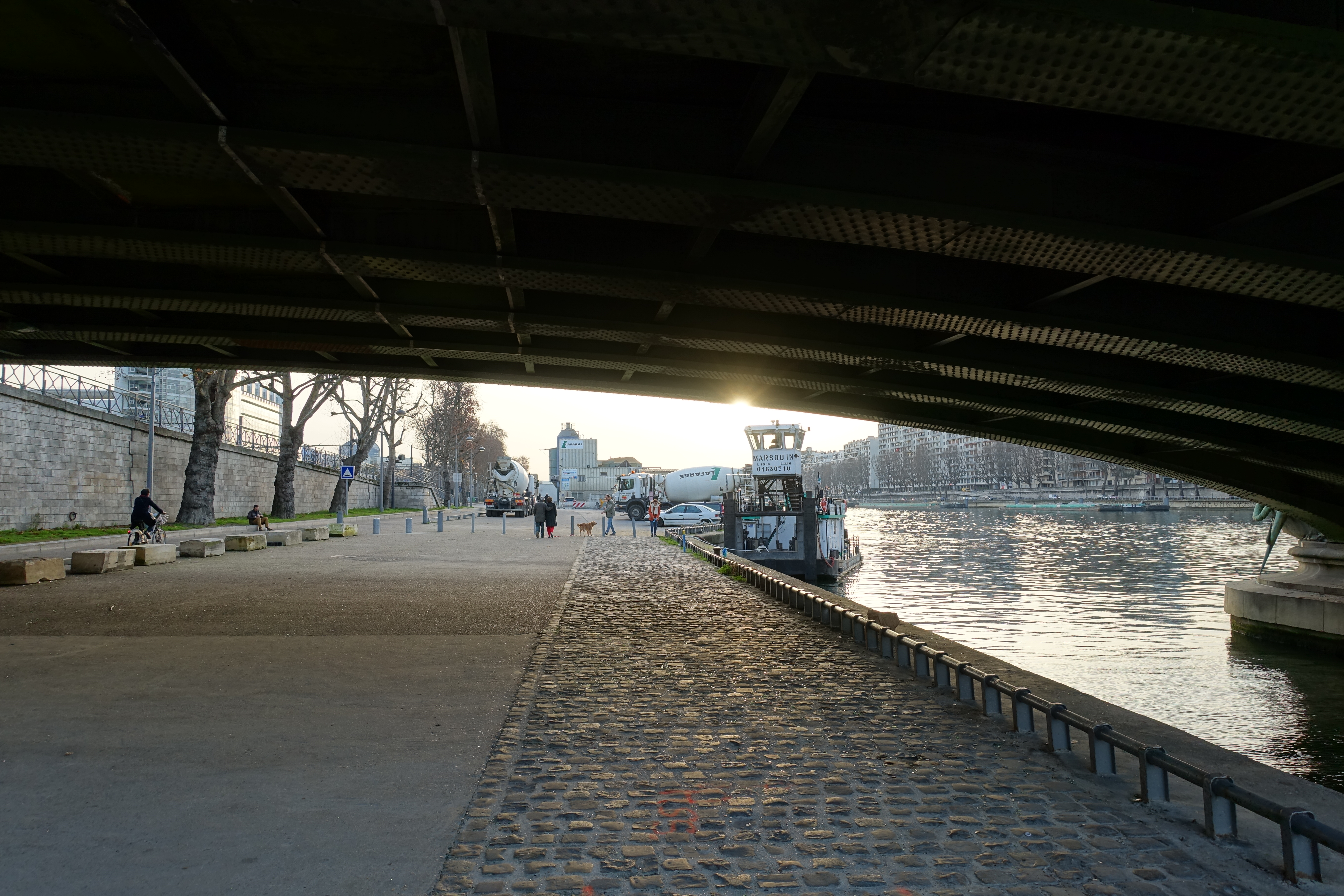
Le port de Javel.

Le 10 janvier 2021, cinq jours avant l'agression de Yuriy, un adolescent de Vanves âgé de quatorze ans est violemment molesté par un groupe d'une quinzaine d'individus sur le port de Javel. Se réclamant de la bande « RD4 », ses agresseurs le filment pour l'humilier et lui font promettre de ne plus revenir sur la dalle de Beaugrenelle, lieu de lutte territoriale entre les bandes. La victime termine aux urgences avec une fracture au doigt et plusieurs plaies au visage,. Son demi-frère et son cousin font partie des mis en cause dans l’agression suivante. 
Le 15 janvier vers 18 h 30, l'adolescent de quatorze ans nommé Yuriy est isolé et roué de coups sur la dalle de Beaugrenelle par une dizaine d'individus, après avoir glissé lors de sa tentative de fuite. Lynché au sol, il reçoit de nombreux coups de pied et de poing ainsi que de barre de fer et de marteau. Selon Le Monde, il reçoit également des coups de couteau. Il est ensuite laissé pour mort alors que le groupe prend la fuite, le tout filmé par des caméras de sécurité. Euphorique, la bande se vante de l'action dans des publications sur les réseaux sociaux, brandissant le téléphone ensanglanté de Yuriy comme un trophée, ainsi que les chaussures d'un agresseur tachées du sang de la victime. 
Pris en charge à l'hôpital Necker et ayant perdu beaucoup de sang, Yuriy voit son pronostic vital engagé, l'adolescent se situant dans un état entre la vie et la mort. Défiguré, il souffre de nombreuses fractures crâniennes, ainsi qu'aux bras, épaules, doigts, nez et côtes, et a les yeux partiellement sortis des orbites,,. Il présente également des plaies aux cuisses et de dangereux hématomes à proximité du cerveau. Durant dix jours, il est placé en coma artificiel et opéré, restant hospitalisé pendant un mois. 
Le 26 janvier, la victime de l’attaque du 10 janvier finit par porter plainte, et une instruction judiciaire est ouverte. Francis Szpiner, avocat de Yuriy, admet la présence de son client lors de cette agression, mais affirme qu'il n'a porté aucun coup, et pointe un degré de violence disproportionné entre les deux agressions,.

## Poursuites judiciaires

### La victime

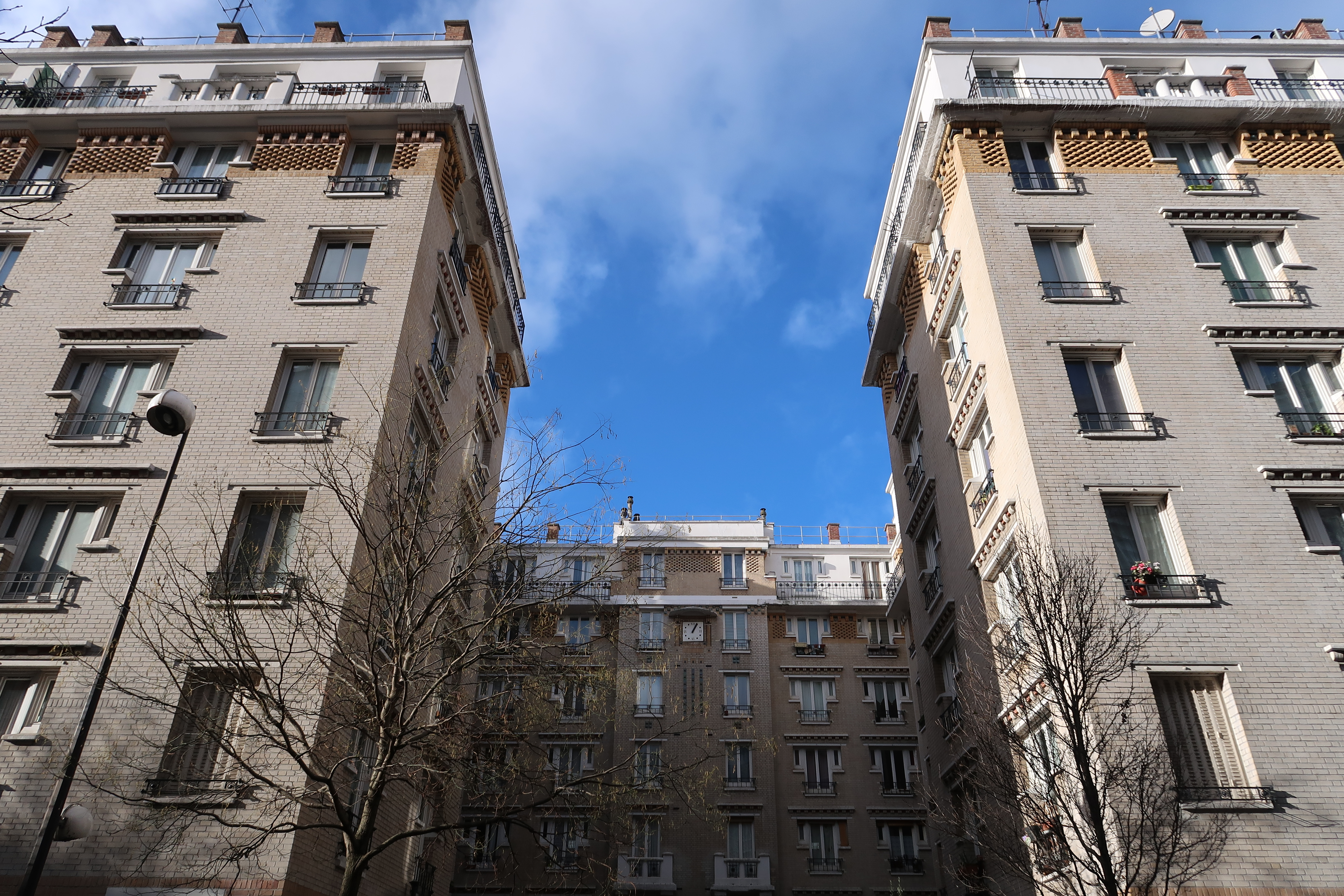
HBM de la rue des Quatre-Frères-Peignot.

Yuriy est né en 2006 en Ukraine et arrivé en France trois ans plus tard. Il devait fêter son quinzième anniversaire peu de temps après l’agression. Sans antécédent judiciaire, il était toutefois connu des services de police à la suite de plusieurs contrôles d'identité sur la dalle de Beaugrenelle, dans le cadre de la lutte contre les groupes violents qui y sévissent. Yuriy détenait un tournevis au moment de son agression, et son groupe a caché des armes sur la dalle. Il a toutefois démenti faire partie d'une bande et affirme ne pas connaitre ses agresseurs. 
La mère de Yuriy lance un appel à témoins pour aider l'enquête et contacte plusieurs médias, ce qui va conduire à un retentissement national, notamment sur internet, où la vidéo de l'agression est vue des millions de fois à la suite d'une fuite des images de vidéosurveillance. Yuriy a reçu le soutien de nombreuses personnalités publiques, dont Omar Sy, Kylian Mbappé et Antoine Griezmann. L'engrenage pousse le gouvernement à réagir et à promettre « aucune impunité » pour les agresseurs. Une journaliste du Parisien note toutefois que ces rixes bénéficient rarement d'une telle attention médiatique, alors qu'elles ont causé 3 morts et 280 blessés uniquement à Paris en 2020,.

### Les accusés

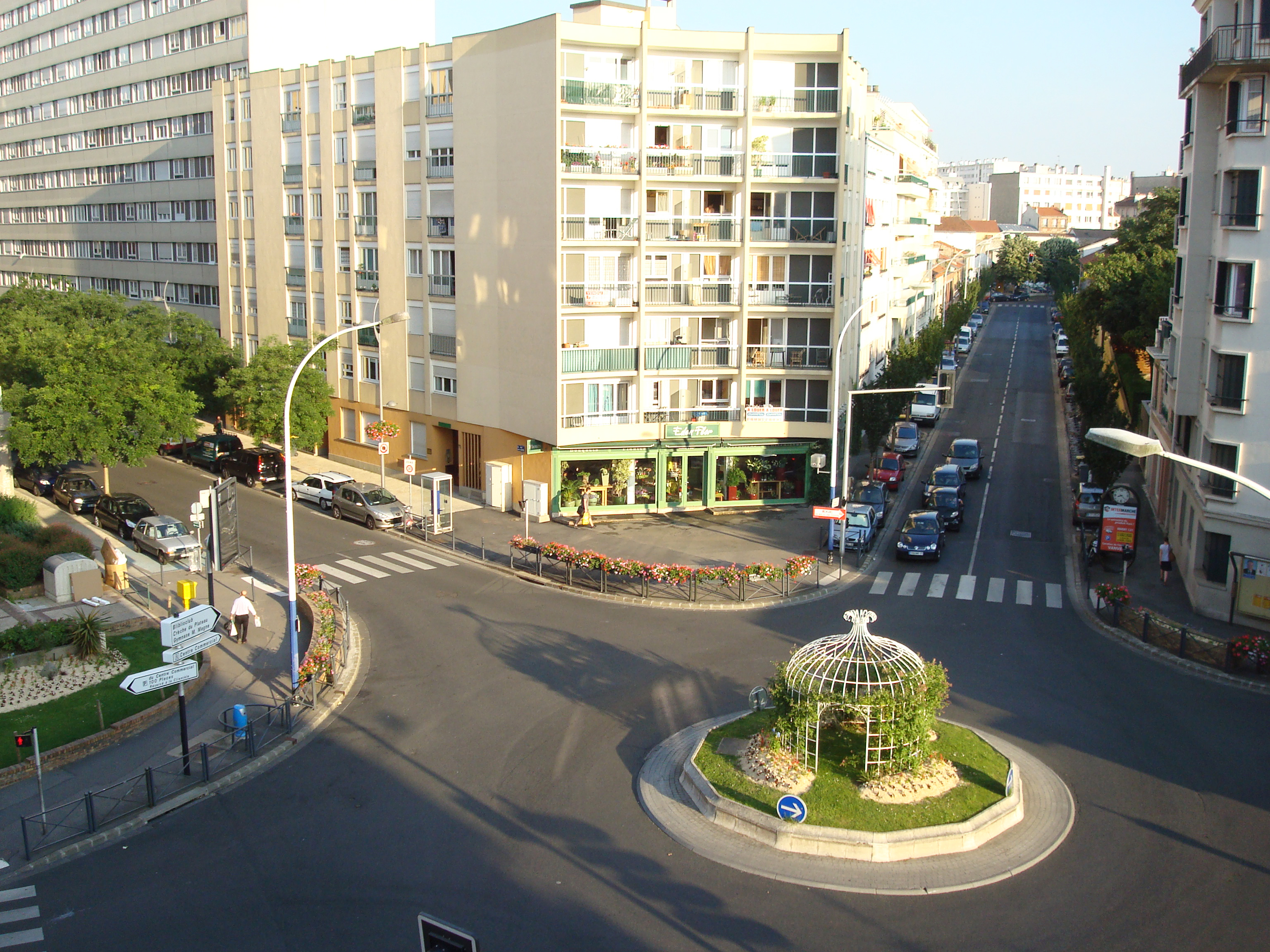
Immeubles de Plateau de Vanves.

Treize personnes, présumées innocentes, ont été accusées dans le cadre de cette affaire et mises en examen. Originaires de Plateau de Vanves, aucun des accusés ne présente d'antécédents judiciaires, et certains sont même décrits comme « sans histoire ». Au moins sept d'entre-eux ont été placés en détention provisoire, dont :
- Alexandre F., 18 ans, accusé d'avoir porté six coups de marteau ou massette sur la tête de la victime, en détention provisoire jusqu'au procès, il est condamné à 8 ans de prison contre 12 requis par le parquet[13].
- Yohann T., 20 ans, seul autre majeur, reconnait avoir donné des coups de pied au torse et bas du corps[14].
- « W. », lycéen de 17 ans ayant des liens à Vanves, s'est présenté de lui même à la police le 3 février. D'abord placé en centre éducatif fermé, il est conduit en détention provisoire le 18 février[15] . Il est mis en examen pour « tentative d'assassinat », « participation à une association de malfaiteurs » et « vol », s'étant photographié brandissant le téléphone ensanglanté de la victime[2].
- « K. », né en 2004, demi-frère de la victime du 10 janvier, identifié comme un « leader » du groupe[2].
- « Y. », 16 ans, ami de « K. », également identifié comme un « leader » du groupe[2].
- « H. », placé en détention provisoire le 18 février[15].
- « A. », 16 ans, placé en détention provisoire puis libéré « notamment pour raisons médicales »[15], accusé d'avoir porté des coups violents sur la tête de la victime[2].

### Enquête

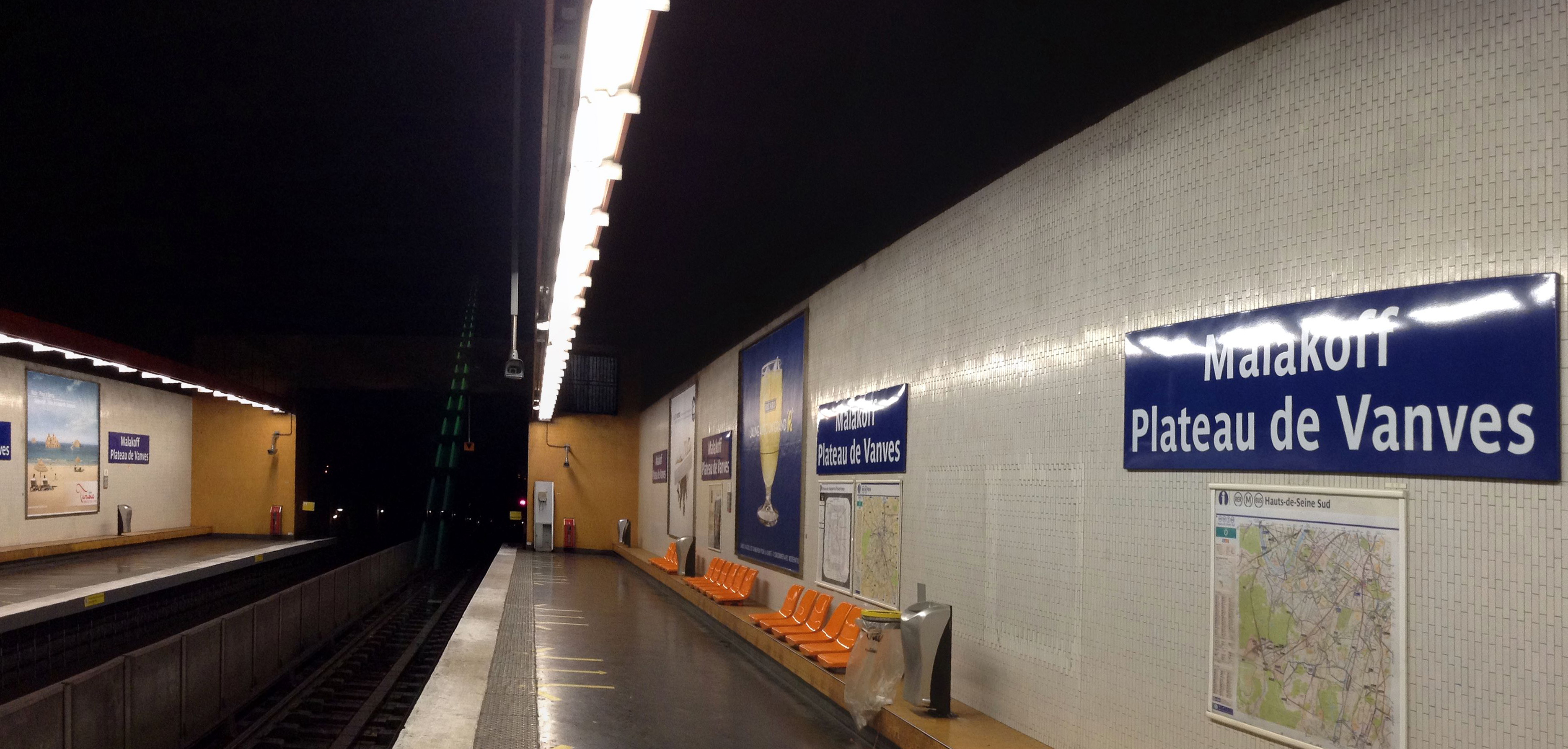
Station Malakoff-Plateau de Vanves, où les accusés ont été identifiés par les caméras de surveillance.

Durant deux semaines, les enquêteurs de la police judiciaire cherchent les agresseurs, qu'ils identifient grâce au bornage de leur téléphone, aux caméras de surveillance de la dalle et du métro, ainsi qu'aux messages postés sur les réseaux sociaux, notamment sur un groupe Signal créé après l'agression afin d'organiser la dissimulation des preuves. Fin janvier 2021, onze personnes ont été placées en garde à vue et neuf d'entre-elles sont ensuite mises en examen, tandis que deux autres repartent sans poursuites. Cinq sont accusés de « tentative d'assassinat » et placés en détention provisoire, les autres étant en liberté conditionnelle sous contrôle judiciaire, dans l'attente du procès. En février 2021, deux autres personnes sont mises en examen et placées en détention provisoire, tandis qu'une autre est libérée. Les accusés démentent toute volonté de tuer la victime, expliquant avoir agit sous l'« effet de groupe » et l'« adrénaline ».
Le 18 octobre 2022, près de deux ans après les faits, l'enquête du juge d'instruction est close et treize personnes sont renvoyées devant la justice. Les individus sont âgés de 14 à 17 ans, plus deux majeurs de 18 et 20 ans. Deux procès différents sont alors convoqués, l'un devant la cour d'assise pour les neuf plus âgés, et un autre devant le tribunal pour enfants pour les quatre âgés de 14 et 15 ans. Six d'entre eux sont accusés de « tentative de meurtre », l'instruction ayant reconnu la volonté de donner la mort du fait du ciblage répété des zones vitales du corps de la victime, notamment avec des armes. En effet, de jurisprudence établie, « lorsque les violences sont telles qu'elles peuvent entraîner la mort avec probabilité, un individu ne peut prétendre qu'il n'a pas voulu donner la mort ». La préméditation est toutefois écartée, faute de preuve, évitant le chef d'accusation d'assassinat. Les autres accusés, y compris trois individus n'ayant pas frappé la victime, sont poursuivis pour complicité de tentative de meurtre, violences volontaires ou association de malfaiteurs.

### Procès

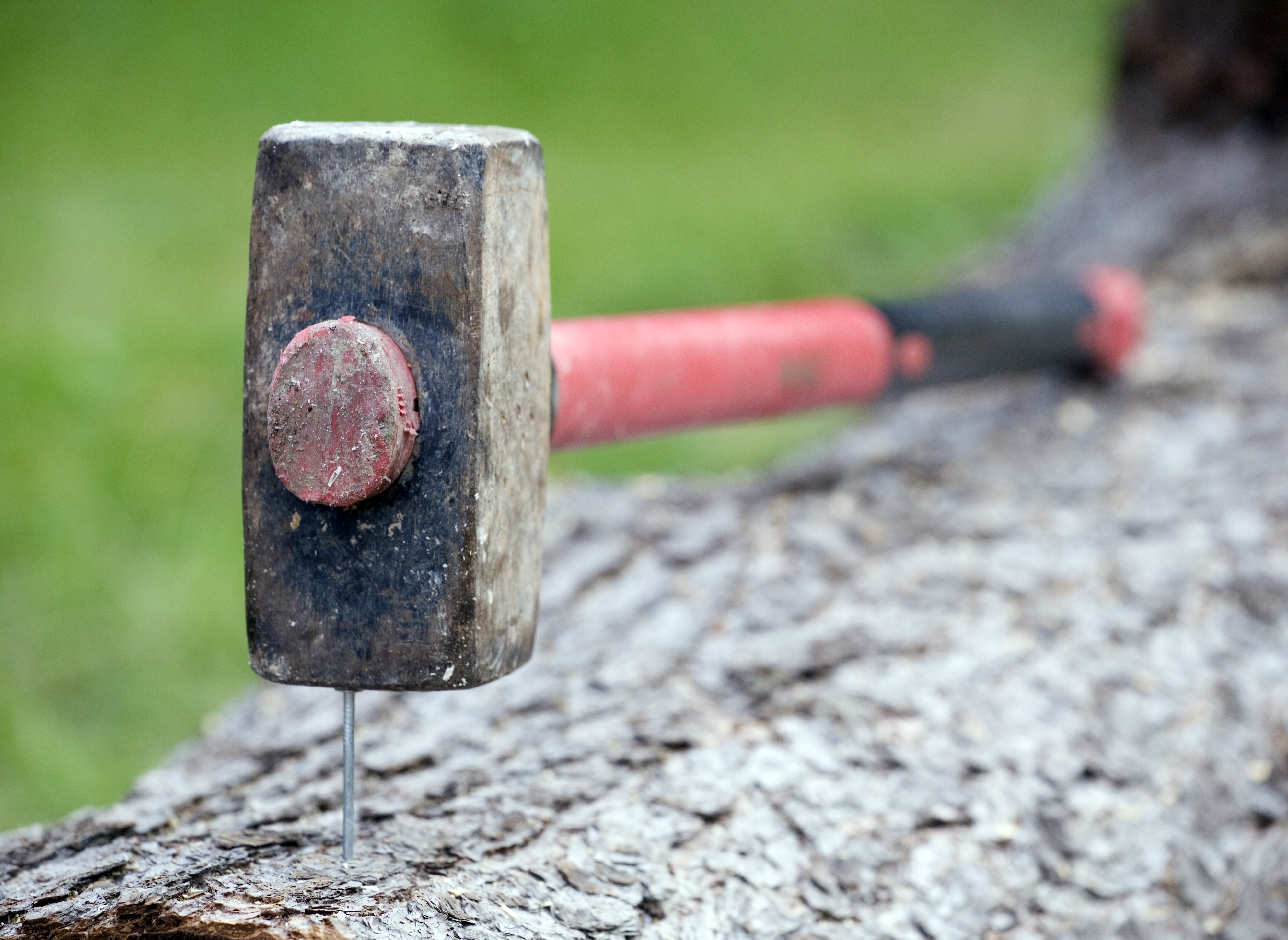
Massette, un des types d'armes utilisées contre Yuriy.

#### Non-lieu
En décembre 2022, l'un des treize accusés bénéficie d'un non-lieu de la chambre d'instruction de la cour d'appel de Paris. Celui-ci, qui avait été placé en foyer fermé à Arcueil, s'était rendu seul sur les lieux de l'agression avec une béquille après avoir été alerté par l'un des agresseurs. Arrivé lors de l'intervention des pompiers, il a toutefois été poursuivi pour son intention de participer à la rixe. Les poursuites contre lui sont abandonnées en raison de sa participation bien trop distante, n'étant ni inclus dans le groupe Snapchat des agresseurs et n'ayant pas participé à la préparation de l'attaque.

#### Tribunal pour enfants
Les quatre accusés âgés de moins de seize ans sont jugés par le tribunal pour enfants statuant en matière criminelle, en mars 2023. L'un d'entre eux est condamné à deux ans et demi de prison ferme pour tentative de meurtre, accusé de coups de pied dans le visage de la victime. Pour la présidente du tribunal, l'accusé ne pouvait ignorer le risque de tuer la victime, étant donné la détermination à frapper Yuriy alors qu'il est déjà « inconscient, au sol, couvert de sang ».
Deux autres accusés sont poursuivis pour complicité de tentative de meurtre. Présent sur la dalle sans avoir donné de coup, le premier est reconnu coupable et condamné à un an ferme. Le second n'est finalement reconnu coupable que d'association de malfaiteurs, pour avoir prévenu ses complices de la présence de la bande rivale, et également condamné à un an ferme. Le dernier est également reconnu coupable du même chef d'accusation, pour avoir participé à l'organisation de l'expédition punitive, sans avoir été présent. Il est condamné à six mois ferme, chacune des peines étant par ailleurs accompagnée de sursis probatoire,.
L'avocat de Yuriy se déclare satisfait du verdict, en ce que la tentative d'homicide volontaire a été reconnue. Sa mère dénonce toutefois l'attitude des accusés, qui selon elle « ont passé l’audience à couvrir celui qui a porté les coups les plus violents », et regrette que la vérité n'ait pas été entièrement exposée.

#### Cour d'assises
Le procès des huit accusés les plus âgés se tient en décembre 2023 devant la Cour d'assises des mineurs de Paris. Accusé des violences les plus graves, à savoir six violents coups de marteau sur le visage de Yuriy, seul Alexandre comparait encore détenu près de trois ans après les faits. Fait rare dans ce type d'affaire, l'ensemble des accusés reconnaissent les faits et se désignent sur la vidéo. Ils expliquent leur violence par « la rage et de la colère qu’ils avaient après l’agression » de leur ami, précédant celle de Yuriy, sans parvenir à justifier un tel acharnement et l'escalade démesurée entre les deux attaques.
Le 21 décembre, six des huit accusés sont reconnus coupables de tentative de meurtre, alors que leurs avocats avaient demandé la requalification en violences volontaires. De ce fait, la décision est saluée comme une victoire par l'avocat de Yuriy. Si Alexandre est condamné à huit ans de prison, contre 12 réclamés par le parquet, les autres accusés reçoivent de 18 mois de prison avec sursis à trois ans ferme, des sanctions considérées comme mesurées par leur avocat.